# Natasja Roest
Natasja Roest (Lekkerkerk, 23 november 1993) is een Nederlands oud-langebaanschaatsster.
Roest schaatste eerst voor Gewest Zuid-Holland, maar stapte over naar Gewest Friesland.

## Persoonlijk
Roest is de oudere zus van langebaanschaatser Patrick Roest.

## Persoonlijke records[6]
| Afstand      | Tijd     | Datum            | Baan            |
| ------------ | -------- | ---------------- | --------------- |
| 500 meter    | 40,92    | 11 oktober 2015  | Inzell          |
| 1000 meter   | 1.20,39  | 29 oktober 2017  | Heerenveen      |
| 1500 meter   | 2.03,26  | 28 oktober 2017  | Heerenveen      |
| 3000 meter   | 4.23,97  | 27 oktober 2017  | Heerenveen      |
| 5000 meter   | 7.56,41  | 17 december 2013 | Baselga di Pinè |
| 10.000 meter | 19.47,66 | 9 februari 2012  | Ammerstol       |

## Resultaten
| Jaar | NK Afstanden                  | NK Allround |
| ---- | ----------------------------- | ----------- |
| 2012 |                               | 20e         |
| 2013 |                               | 24e         |
| 2014 |                               | 14e         |
| 2015 | 22e 1500m                     | 20e         |
| 2016 |                               | 23e         |
|      |                               |             |
| 2018 | 22e 1000m 21e 1500m 20e 3000m | 11e         |